# Oopsis postmaculata
Oopsis postmaculata là một loài bọ cánh cứng trong họ Cerambycidae.